# Tadeusz Kończyc
Tadeusz Kończyc, właśc. Alfred Grot-Bęczkowski (ur. w 1880 w Brześciu Litewskim, zm. 18 czerwca 1943 w Wycinkach Chlewińskich) – dziennikarz, krytyk teatralny, poeta, satyryk, autor tekstów piosenek, scenarzysta, powieściopisarz. Kierownik artystyczny i literacki teatrów. Jeden z założycieli i prezes ZAiKS-u.

## Życiorys
Był synem ziemianina Tadeusza Grot-Bęczkowskiego i pisarki Wandy z domu Uberschaer-Ubersavy secundo voto Korotyńskiej. Ukończył studia rolnicze.
W lecie 1904 był kierownikiem artystycznym zespołu, który pod nazwą Warszawska Spółka Literacko-Artystyczna występował m.in. w Żyrardowie i Falenicy. W lutym 1916 wszedł w skład komitetu literacko-artystycznego przy Teatrze Praskim i brał udział w kierowaniu nim do 1919, a od stycznia tego roku pełnił w nim funkcję wicedyrektora. W maju i czerwcu 1919 był jednocześnie kierownikiem artystycznym Teatru Argus, a od października 1919 kierownikiem literacko-artystycznym Teatru Stołecznego. W styczniu 1921 został kierownikiem artystycznym Teatru Dramatycznego. W latach 1922–25 był kierownikiem literackim Teatru Stańczyk, a w sezonie 1922–1923 także doradcą literackim Teatru Polskiego w Katowicach.
Był długoletnim recenzentem teatralnym „Kuriera Warszawskiego”, a także redaktorem pism teatralnych, m.in. „Ilustrowanego Przeglądu Teatralnego”. Pracował w redakcjach „Dziennika dla Wszystkich”, „Gońca”, „Bluszcza”, „Niwy Polskiej”, „Tygodnika Polskiego” i „Ilustrowanego Przeglądu Teatralnego”.
Współpracował też jako kierownik literacki z wytwórniami filmowymi, m.in. Leo-Film.

## Twórczość literacka
Publikował moralizujące powieści dla młodzieży, m.in. w 1903 roku powieść Bracia.
Jest też autorem zbiorów wierszy:
- O Polsko! Polsko  (1918)
- Satyry i liryki (1920)
- Śladem ostatnich snów (1926)
- Cienie samotnych dróg (1930)

W 1921 roku opublikował poemat dramatyczny Na bursztynowym wybrzeżu.
Był autorem tekstów piosenek.